# محمد ماضی
محمد ماضی (انگلیسی: Mohamed Madi؛ زادهٔ ۱۲ سپتامبر ۱۹۶۷) بازیکن هندبال اهل تونس بود.